# Montederramo
Montederramo és un municipi de la província d'Ourense a Galícia. Pertany a la comarca d'A Terra de Caldelas.
| 4.076 | 3.795 | 3.443 | 2.047 | 1.130 |
| Fonts: INE i IGE (Els criteris de registre censal variaren i les dades de l'INE i de l'IGE poden no coincidir.) |       |       |       |       |

## Parròquies
- Os Abeledos (San Vicente)
- As Chás (San Xoán)
- Covas (San Xoán)
- Gabín (San Pedro)
- Marrubio (Santo André)
- A Medorra (Santiago)
- Montederramo (Santa María)
- Nogueira (Santa María)
- Paredes (Santa María)
- San Cosme de Montederramo (San Cosme)
- Sas do Monte (San Pedro)
- Seoane Vello (San Xoán)
- Vilariño Frío (Santa María)